# Natural Selection (videojuego)
Natural Selection (NS) es un mod de Half-Life. Esta modificación tiene de peculiar la mezcla entre disparos en primera persona y estrategia en tiempo real.
Charlie Cleveland es el creador y programador (inicialmente en solitario) de Natural Selection. La primera versión fue publicada en Halloween 2002. Desde finales del 2002 hasta la actualidad ha habido dos grandes actualizaciones que aportaron grandes cambios al juego en todos los aspectos; 2.0 y 3.0, siendo esta última diseñada para funcionar en la plataforma Steam. La última versión publicada es la 3.2 Final. Se está trabajando en el Natural Selection 2, que utilizará su propio motor y se venderá como un juego aparte y por la plataforma Steam. El sitio web oficial estuvo sufriendo problemas durante años, pero recientemente se encuentra totalmente operativo, además de haber abierto un pequeño blog donde van agregando muy frecuentemente las nuevas mejoras, estado de desarrollo, etc.
El juego presenta dos equipos Kharaa (Alienígenas) y Frontiersmen (Marines). El conflicto entre alienígenas y humanos es un tema común de ciencia ficción, ejemplos destacados son StarCraft el juego y la película de 1986 Aliens. Debería ser considerado que las "unidades" visibles de Kharaa son simples engendros de los verdaderos alienígenas Kharaa, los cuales son formas de vida microscópicas según la historia de NS.

## Jugabilidad
El juego posee una perspectiva en primera persona. Los Frontiersmen además tienen un "commander" o "comm" el cual prepara construcciones, imparte órdenes, objetivos y provee de mejoras como equipamientos desde una perspectiva aérea (como un juego de estrategia). Los Kharaa no tienen "commander", pero en cambio poseen "hive sight" lo cual les permite ver compañeros en cualquier lugar del mapa. Aunque suele ser normal, que un jugador asuma el liderato y se dedique a dirigir a sus compañeros, esta característica de estrategia y juego de equipo fue el principal punto que volvió a NS tan popular. 
Ambos equipos tienen acceso a la pantalla del mapa en la cual se muestra la ubicación de compañeros y estructuras amistosas durante el juego.
Los Frontiersmen tienden ser la opción más popular, especialmente entre los jugadores menos experimentados ya que generalmente es considerado una forma fácil de jugar. En muchos casos, esto puede resultar en una partida teniendo un jugador extra del lado Frontiersmen. En casos extremos, múltiples jugadores pueden hacer tiempo en el Ready Room esperando a que alguien se una a los Kharaa o a que un jugador del lado Frontiersmen salga.
El juego toma lugar en descontrolados, mapas complejos en los cuales mayoritariamente representan naves espaciales o estaciones espaciales construidas por Frontiersmen e invadido por alienígenas.
Un Juego típico puedo durar desde 10 minutos hasta más de una hora (para el modo de combate este no es el caso, ver más abajo), con ambos lados luchando por Hive rooms y Resource Nodes estratégicamente importantes. 
El juego termina cuando un lado alcanzó la condición de victoria. Para los Fronstiersmen(marine), esto usualmente significa destruir todas las colmenas alienígenas (actualmente es posible solo controlar del lado alienígena 3 hives), de esta manera asegurándose que ningún jugador alienígena pueda "renacer" y finalmente cazando al resto. Para los Kharaa (alienígena), ganar significa destruir todos los "Infantry Portal" o "IP", de esta manera asegurando que no renazcan y eliminando el resto del equipo marine.
El juego puede automáticamente terminar debido al amontonamiento. Este característica le da a ambos equipos la habilidad de terminar un juego automáticamente en un empate saliendo al "ready room" si el otro equipo está prolongando el juego innecesariamente.
Es generalmente aceptado entre jugadores y admitido por sus creadores que Natural Selection no está perfectamente balanceado, y que el balance del juego tiende a fluctuar con el total del número de los jugadores. Es presunto que el sistema de distribución de los recursos del juegos esta lo más balanceado posible en una partida de 6vs6 y esta es efectivamente la forma más jugada en las partidas entre clanes. La mayoría de los juegos públicos sin embargo tienen más jugadores, con 8vs8 o más. Algunos servidores tienen hasta 16vs16 (el límite que permite el half-life). En servidores públicos, partidas de 6vs6 son frecuentemente desbalanceadas de cualquier manera debido a las diferentes habilidades de jugadores. El mayor número de jugadores tiende a balancear las habilidades de los jugadores más equitativamente, aunque esto no es perfecto debido a la preferencia por los marines. También se encuentra el problema de los "amontonamientos de habilidades", donde un grupo de altamente habilidosos individuos (por ejemplo un clan) se mantienen juntos en un equipo.
Hay 2 modos de juegos en Natural Selection: Classic y Combat.

### Classic
Los marines tienen la "command console" (consola de comandante) a la cual un marine (el "commander") juega como en un juego de estrategia, con una vista aérea. Él es responsable de impartir órdenes al equipo, actualizaciones, construcciones, y tecnología. El no puede atacar directamente a nadie y es inmune al ataque directo mientras este en la "command console" (sin embargo la "command consola" puede ser atacada). El resto del equipo juega a través de una vista en primera persona, generalmente siguiendo las órdenes del comandante. Todas las estructuras deben ser puestas por el comandante y completadas por los marines en el campo. El equipo tiene una "pileta en común" de recursos, la cual es distribuida por el comandante. Cuando una estructura o marine está bajo ataque, el comandante recibe un mensaje alertándolo del ataque. Queda en él notificar a los marines y decirles como responder.
Los alienígenas no tienen un comandante pero su función es más independiente. Cada jugador juega a través de una vista en primera persona y generalmente manejan distintos roles y objetivos inmediatos. Las estructuras alienígenas son creadas por jugadores transformados en "gorges". Los alienígenas empiezan con una Colmenas activa, aleatoriamente elegida entre las 3 "hive rooms" del mapa. Las colmenas activas curan alienígenas dañados y renacen jugadores muertos. Sin una hive, los alienígenas reciben continuo daño. Cuando una estructura o forma de vida está bajo ataque, la "Kharaa Hivemind" envía mensajes a todos los jugadores alienígenas, mostrándolo en la "hive sight".
La estrategia general de los Frontiersmen es asegurar puntos estratégicos claves del mapa (por ejemplo "hive rooms" o recursos dobles". Asegurar un lugar consiste generalmente en enviar un destacamento de hombres al área deseada, desplazando torres de recursos ("resource tower") en el área, ubicando un "phase gate", y rápidamente establecer un perímetro de torretas. El objetivo principal de los Kharaa es intentar quedarse con esas áreas, libres de incursiones de marines y defender las hives.
Cualquier equipo puede entablar un "rush", el cual es un avance rápido de un equipo hacia un lugar específico de valor estratégico. Al principio del juego, los marines pueden intentar un "Shotty rush" (rush con escopetas) a la colmena alienígena para una victoria rápida, aunque semejante ejecución requiere mucho trabajo de equipo y habilidad individual por parte de los jugadores, y una falla será casi siempre una derrota en el final. Los alienígenas pueden intentar rushear "marine start" (donde se encuentra la "command console") antes que los marines establezcan una base.
El modo clásico está balanceado (o fue intentado) para que los marines con las actualizaciones al máximo, luego de asegurar una hive, y una porción de los recursos igual en fuerza a la de los alienígenas con el resto del mapa bajo su control. Esto usualmente lleva a largas partidas desde 45 minutos hasta más de 2 horas. Algunos mapas están especialmente diseñados con este estancamiento en mente. Aunque los marines pierdan control de la tercera colmena, algunas veces jugarán a "defender el álamo" en donde fijarán tantas torretas como sea posible en la base principal, equipar a los marines con equipo pesado y defender la base el mayor tiempo posible. Estos solo sirve para alargar el partido, aunque los marines pueden clamar la victoria si tienen un "ninja" (un jetpack o marine que pueda escabullirse a través del frente alienígena y construir un "phase gate" en una hive) que sea exitoso. Aunque, en raros casos, esto puede reiniciar el estancamiento.

### Modo Combat
El modo combat es más una especie de "team deathmatch" que un juego orientado a la estrategia. Fue introducido en NS 3.0.
Ningún equipo puede construir, los marines no tienen comm, y los alienígenas solo tienen una hive. Cada jugador compra sus propias mejoras las cuales gana según el nivel de experiencia en el que se encuentra. Para ganar experiencia, los jugadores deberán atacar la colmena enemiga o la "command console", curar la colmena o "command console", o matar jugadores del equipo opuesto. En los primeros 4 niveles, si están cerca de un grupo que está matando jugadores, recibirán experiencia por estar en la misma área. Si un jugador es de nivel 2, y un jugador cercano es nivel 10, puede quedarse cerca y dejar al jugador de mayor nivel ganar la experiencia por él.
Ha habido varios cambios al sistema de "spawn" en las diferentes betas para probar y hacer las partidas más interesantes y más fáciles de ganar haciendo que un equipo que pierda muchos jugadores le sea más difícil volver. El límite de tiempo (por defecto 15 minutos) fue introducido en la beta 5 la cual quedó en la versión final. Con el límite de tiempo, los marines usualmente están del lado atacante y los Kharaa del lado defensor. La falla del lado atacante para ganar en el tiempo límite resulta en una victoria para el lado defensor. Esto de alguna manera ha reducido en ambos lados el fenómeno de "campear" en las respectivas bases, sin querer atacar el otro lado.
Debe ser notado que a pesar de límite de tiempo, las partidas de combat tienden a ser más cortas.
Es ocasionalmente criticado por seguidores duros del Ns por abandonar los ideales del ns y traer muchos jugadores "pro" del CS. Sin embargo todavía es muy popular, seguramente más popular que el modo classic del ns entre la mayoría.

## Listado de armas humanas
Categoría 1:
- LMG (light machine gun, ametralladora ligera):

- Arma por defecto de los marines. Buena puntería y cadencia de disparo, pero poca munición por cargador,10 puntos de daño por bala sin upgrade de daño.
- Shotgun (escopeta)

- Arma de gran poder a corta distancia y cargador medio. Recarga rápida. 17 puntos de daño por cada perdigón, 10 perdigones por cartucho, 170 de daño en total (sin upgrade de daño) acertando todos los perdigones en el blanco.
- HMG (heavy machine gun, ametralladora pesada)

- Arma de gran potencia, cadencia de disparo y de balas por cargador. Su puntería es inferior a la LMG. 20 puntos de daño por bala sin upgrade de daño.
- GL (grenade launcher, lanzagranadas)

- Arma de enorme potencia de disparo y posee 4 granadas que detonan al contacto con el enemigo o tras 4 segundos de ser lanzadas. Cargador pequeño y recarga lenta. 125 puntos de daño por granada sin upgrade de daño.
Categoría 2:
- Pistol (pistola)

- Única pistola disponible arma por defecto de los marines. Excelente puntería, sin retroceso, cargador de 10 balas, recomendable para blancos a larga distancia. 20 puntos de daño por bala (sin upgrade de daño).
Categoría 3:
- Knife (cuchillo)

- Arma por defecto de los marines. No puede ser lanzado ni descartado,30 puntos de daño
Categoría 4:
- Welder (soplete)

- Más que un arma es considerado una herramienta por su poco daño contra enemigos, solo 4 puntos por segundo. Sirve para reparar equipos dañados y armaduras de los demás marines, también en algunos mapas es útil para cerrar/abrir puertas, ventanas, romper rejillas y activar alguna serie de eventos.
Categoría 5:
- Mines (minas)

- Mina que se adhiere donde es colocada, viene en pack de 4 unidades en modo classic o una sola en modo combat.
- Grenades (granadas de mano)

- Granada de mano que detona al contacto con el enemigo o tras 4 segundos de ser lanzada, en modo combat cuando el jugador las compre siempre que renazca aparecerá con 2 unidades, en modo classic sucede lo mismo siempre y cuando el comandante hubiera hecho la compra de las mismas desde la armería.